# Флавіус Стойкан
Флавіус Стойкан (рум. Flavius Stoican, нар. 24 листопада 1976, Винжу-Маре) — румунський футболіст, колишній захисник «Університаті», бухарестського «Динамо», «Шахтаря». З 2022 року — головний тренер клубу «Ботошані».

## Біографія
Флавіус Стойкан почав займатися футболом з 9 років. Він почав свою кар'єру футболіста в ФК «Дробета». Першим професійним клубом в кар'єрі Стойкана стала «Університатя», футболку якої він вдягнув в 1995 році. Там Флавіус грав протягом семи сезонів. Другим румунським клубом, за який грав Флавіус Стойкан, стало «Динамо» (Бухарест). «Червоним псом» Стойкан був півтора сезони, доки його не помітив тренер «Шахтаря» Мірча Луческу, після чого Флавіус переїхав до Донецька. За «Шахтар» він грав чотири роки. В 2007 році Стойкан переходить в харківський «Металіст», але не знаходить місця в команді, і повертається на рік в «Динамо» (Бухарест).

## Титули і досягнення

### Гравець
«Динамо» (Бухарест)
- Чемпіонат Румунії
  - Чемпіон (1): 2002-03
- Кубок Румунії
  - Володар (2): 2002-03, 2003-04

 «Шахтар» (Донецьк)
- Чемпіонат України
  - Чемпіон (2): 2004-05, 2005-06
- Кубок України
  - Володар (1): 2003-04
- Суперкубок України:
  - Володар (1): 2005